# 韦罗妮卡·克里斯蒂安森
韦罗妮卡·克里斯蒂安森（挪威語：Veronica Kristiansen，1990年7月10日—），挪威女子手球运动员。她曾代表挪威国家队参加2016年和2020年夏季奥林匹克运动会手球比赛，获得二枚铜牌。
她在2013年首次亮相挪威队。
她的成就包括一次赢得EHF冠军联赛（与Győri一起）。她在IHF世界女子手球锦标赛上获得了两枚金牌和一枚银牌，在欧洲女子手球锦标赛中获得了三场胜利，并获得了两枚奥运会铜牌。
她是手球运动员珍妮特·克里斯蒂安森的姐姐，也是手球运动员夏洛特·克里斯蒂安森的妹妹。

## 职业生涯

### 俱乐部
克里斯蒂安森曾效力于Mjøndalen IF和Reistad IL俱乐部，然后在2009年至2011年期间为IK Våg效力。2011年，她与Våg一起在挪威杯中获得第二名。从2011年到2015年，她为Glassverket IF效力，并在2015年与Glassverket一起在挪威联赛中获得第二名。{{Reflist |refs=

她于2015年至2018年效力于丹麦俱乐部FC Midtjylland，并于2015年随该俱乐部赢得了丹麦杯。从2018年起，她效力于匈牙利俱乐部Győri ETO KC，并在2018/2019赛季赢得了匈牙利锦标赛。她还在 2019 年与 Győri 一起赢得了 EHF 冠军联赛。

### 国家队
克里斯蒂安森效力于挪威国家队，在2014年欧洲女子手球锦标赛上获得金牌。她在2015年世界女子手球锦标赛上与挪威队一起获得金牌，在决赛中击败荷兰队。在2016年夏季奥运会上，她在半决赛输给俄罗斯后与挪威队一起获得铜牌，并在决赛中战胜荷兰队获得铜牌。
在瑞典举行的2016年欧洲女子手球锦标赛上，她随挪威队获得了一枚金牌。她还参加了在德国举行的2017年世界女子手球锦标赛，当时挪威获得了银牌。
在丹麦举行的2020年欧洲女子手球锦标赛上，她与挪威队一起赢得了另一枚金牌。在2021年举行的2020年夏季奥运会上，她与挪威队一起获得了铜牌。她在 2021 年世界女子手球锦标赛上随挪威队获得金牌。